# Mepal

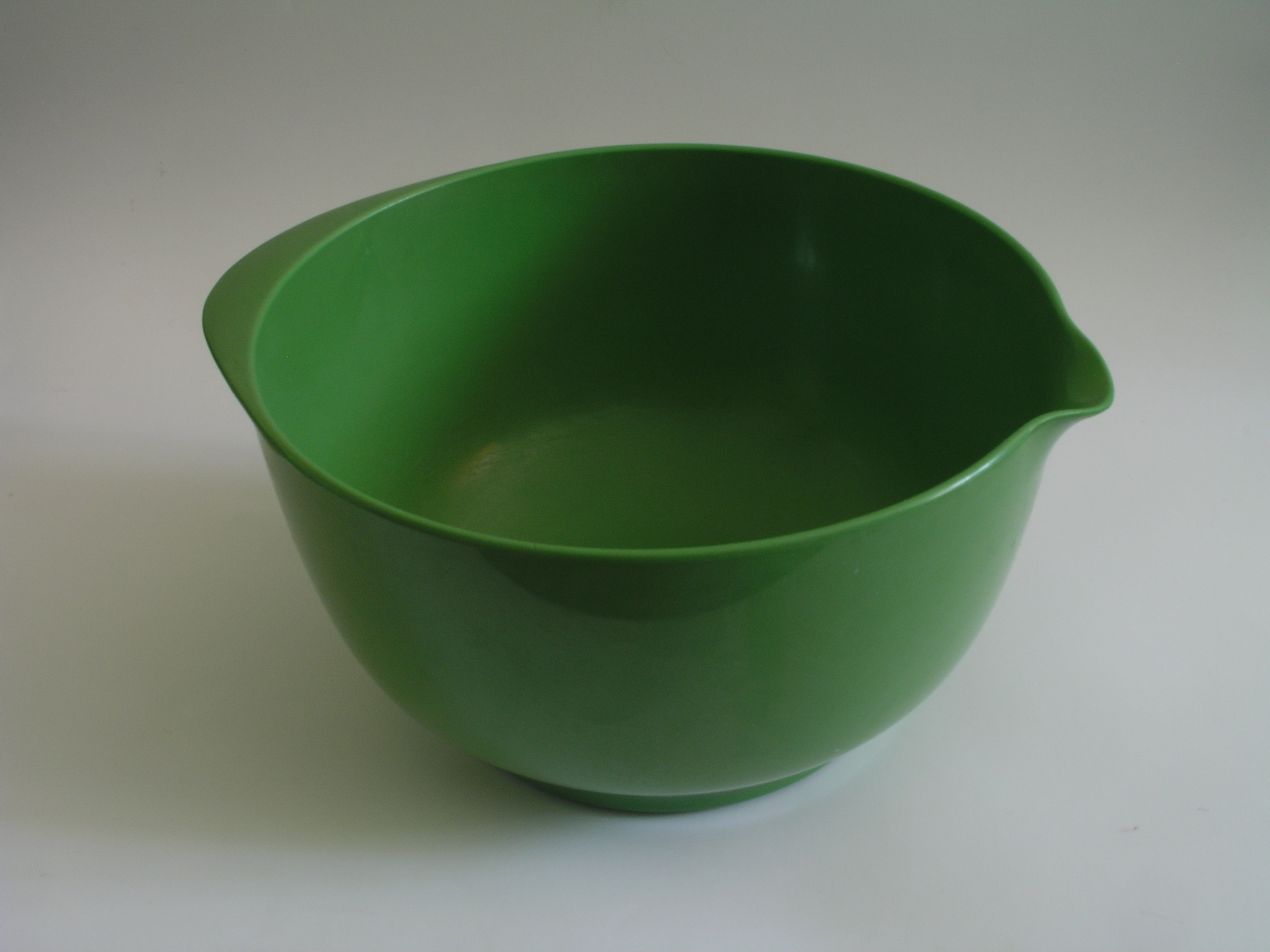

Mepal ist ein Markenname der niederländischen Mepal BV. Das Unternehmen entwirft, produziert und vertreibt Konsumgüter aus Kunststoff. Der Sitz des Unternehmens befindet sich in Lochem, Provinz Gelderland.

## Geschichte
Das Unternehmen wurde vom Dänen Egon Wolff gegründet, der in einem dänischen Unternehmen für Schädlingsbekämpfung arbeitete. 1942 kam er zur Bekämpfung einer Rattenplage im Noordoostpolder in die Niederlande. Dort heiratete er die Niederländerin Nel Wage.
Aus seiner Heimat war Wolff Melaminharz, kurz Melamin genannt, als Werkstoff für unzerbrechliches Geschirr bekannt. Ende 1949 gründete er in Den Haag die Firma Mepal Services op, die auch die exklusiven Verkaufsrechte für die dänische Firma Rosti erhielt. Der Markenname Mepal ist eine Kombination aus den Wörtern Melamin und Plastik und wurde als Marke für die gesamten Beneluxstaaten eingetragen. Die Produkte wurden von freiberuflichen Designern entworfen, ab 1971 ließ Mepal auch im eigenen Hause entwerfen. 1963 zog das Unternehmen an den heutigen Standort in Lochem.
1976 wurde Mepal von der dänischen Firma Rosti übernommen, die jedoch eine völlig andere Ausrichtung hatte. Während Mepal vor allem auf Konsumgüter ausgerichtet war, produzierte Rosti vor allem als Zulieferer für industrielle Kunden. Rosti hielt Konsumgüter für unrentabel und richtet seine gesamte Aufmerksamkeit auf Industriekunden aus. 1986 wurden die Räumlichkeiten für Mepal zu klein und es war eine Entscheidung für eine Erweiterung oder einen Neubau erforderlich. Obwohl die Neubaupläne bereits fertig waren, entschied sich die Rosti-Gruppe gegen die Investition. Gegen den Willen des Managements von Mepal wurde die Produktion nach Dänemark verlagert. Dies führte schließlich 1987 zur Auflösung des Unternehmens. Einige Mitarbeiter gründeten daraufhin die neue Firma Coppia, die 1988 bis 1993 parallel existierte.
1993 wurden Coppia, Mepal und der Haushaltswarenbereich von Rosti zu einem neuen Unternehmen fusioniert. Wegen der 40-jährigen Geschichte Mepals, wurde der relativ unbekannte Name Coppia fallengelassen und alle Produkte unter dem Namen Mepal Rosti verkauft. Ab dem 1. Januar 2008 gab es eine weltweite Namensänderung zu Rosti Mepal. Kurz darauf trennten sich die beiden Marken wieder. 2019 kehrte der Name Rosti nach Dänemark zurück und das niederländische Unternehmen verwendet nur noch den Markennamen Mepal.